# Michel Foucher
Michel Foucher (n. 6 de agosto de 1946) es un geógrafo, diplomático y ensayista francés.

## Biografía
Nacido en 1946, es catedrático de Geografía, doctor en Letras y Ciencias Humanas, profesor en la Universidad Lumière-Lyon II desde 1989. Michel Foucher ha sido también profesor del Instituto de Estudios Políticos de Lyon,  en el Colegio de Europa de Natolin, Varsovia (1994-2002), en la Escuela Normal Superior de París, el Instituto de Estudios Políticos de París y la Escuela Nacional de Administración de Francia. En el ámbito público ha sido consultor para la Comisión Europea, encargado de misión en la Délégation à l'aménagement du territoire et à l'action régionale (DATAR, en español: Delegación Interministerial de Planificación Regional y Atractivo Regional) del gobierno francés y consejero del ministro de Asuntos Exteriores (1998-2002), director del Centro de Análisis y de Previsión del Ministerio de Asuntos Exteriores (1999-2002) y embajador de Francia en Letonia (2002-2006). Es miembro del Comité Científico de la Fundación Robert Schuman y, desde febrero de 2006, embajador especial en el Consejo de Asuntos Exteriores de la Unión Europea.
Ha escrito, dirigido y colaborado en cerca de veinte obras sobre cuestiones geopolíticas y geografía cultural. Es autor, entre otros, del libro Fronts et frontières. Un tour du monde géopolitique (Fayard, 1991), L'Arctique : la nouvelle frontière (CNRS Editions, 2014), Le retour des frontières (CNRS Editions, 2016) o Les frontières (CNRS Éditions, 2020).